# اوریون پیکچرز
اوریون پیکچرز یک شرکت فیلم‌سازی و توزیع فیلم آمریکایی بود که در بین سال‌های ۱۹۷۸ تا ۱۹۹۸ فعالیت می‌کرد. پس از ورشکستگی شرکت در سال ۱۹۹۸ به مترو گلدوین مایر فروخته شد.
اوریون دوباره در سال ۲۰۱۳ فعالیت خود را این بار در عرصه تهیه مجموعه‌های تلویزیونی آغاز کرد.